# Замкнуте відображення
Замкнуте відображення — відображення одного топологічного простору на інший, при якому образ будь-якої замкнутої множини є замкнутою множиною. Клас неперервних замкнутих відображень відіграє важливу роль в загальній топології і її застосуваннях.  
Неперервні замкнуті компактні відображення називаються досконалими. 

## Властивості
- Неперервне відображення є гомеоморфізмом тоді і тільки тоді коли воно є замкнутим.
- Композиція замкнутих відображень є замкнутим відображенням.
- Відображення є замкнутим тоді і тільки тоді коли {\displaystyle {\overline {f(A)}}\subset f({\bar {A}}).}
- Неперервне відображення {\displaystyle f:f(X)=Y} {\displaystyle T_{1}}-просторів є замкнутим тоді і тільки тоді, коли розбиття {\displaystyle \{f^{-1}y,\;y\in Y\}} є неперервним в сенсі Александрова (неперервним зверху) тобто коли для кожною відкритої у {\displaystyle X} множина {\displaystyle U} множина {\displaystyle f^{\#}=\{y\in Y:\;f^{-1}y\subset U\}} є відкритою в {\displaystyle Y}. Тобто {\displaystyle f} є замкнутим тоді і тільки тоді, коли обернене (багатозначне) відображення є неперервним зверху.
- Кожне неперервне замкнуте відображення {\displaystyle T_{1}}-просторів є проєкцією на фактор-простір; зворотне твердження є хибним.
- Для неперервних замкнутих відображень при переході до образу зберігаються наступні топологічні властивості: нормальність, колективна нормальність, досконала нормальність, паракомпактність, слабка паракомпактність. Повна регулярність і сильна паракомпактність можуть для неперервних замкнутих і навіть досконалих відображень не зберігатися. При переході до прообразу для неперервних замкнутих відображення перераховані вище властивості можуть не зберігатися. Це пояснюється тим, що для неперервного замкнутого відображення прообрази точок можуть не бути компактними, хоча в багатьох випадках неперервні замкнуті відображення мало відрізняються від досконалих.
- Якщо f — неперервне замкнуте відображення метричного простору {\displaystyle X} на простір {\displaystyle Y} з першою аксіомою зліченності, то {\displaystyle Y} є метризовним, а межа прообразу {\displaystyle f^{-1}y} є компактною для будь-якого {\displaystyle y\in Y}.
- Якщо f — неперервне замкнуте відображення метричного простору {\displaystyle X} на {\displaystyle T_{1}}-простір {\displaystyle Y}, то множина всіх точок при яких {\displaystyle f^{-1}} не є компактною, є {\displaystyle \sigma }-дискретною.

## Приклади
- Якщо топологічний простір {\displaystyle Y} є дискретним, то будь-яке відображення топологічних просторів {\displaystyle f:X\to Y} є замкнутим.
- Ортогональне проектування площини на пряму є неперервним і відкритим, але не замкнутим.
- Також не всяке неперервне замкнуте відображення є відкритим. Прикладом може бути функція {\displaystyle f(x)=x^{2}} на дійсній прямій із стандартною топологією.
- Поставимо у відповідність кожній точці одиничного кола її кутовий коефіцієнт. Задане так відображення {\displaystyle S^{1}\to (0,2\pi ]} є замкнутим, відкритим бієктивним відображенням, яке не є неперервним. Іншим прикладом замкнутого і відкритого відображення, що не є неперервним є ціла частина числа, як відображення з множини дійсних чисел із стандартною топологією на множину цілих чисел з дискретною топологією.
- Кожне неперервне відображення компакта на Гаусдорфів простір є замкнутим відображенням.